# کارلوس هرناندز (بازیکن فوتبال، زاده ۱۹۹۰)
کارلوس هرناندز (انگلیسی: Carlos Hernández؛ زادهٔ ۱۵ سپتامبر ۱۹۹۰) بازیکن فوتبال اهل اسپانیا است.
از باشگاه‌هایی که در آن بازی کرده‌است می‌توان به باشگاه فوتبال سابادل و باشگاه فوتبال لوگو اشاره کرد.